# Tornata
Tornata é uma comuna italiana da região da Lombardia, província de Cremona, com cerca de 520 habitantes. Estende-se por uma área de 10 km², tendo uma densidade populacional de 52 hab/km². Faz fronteira com Bozzolo (MN), Calvatone, Piadena, Rivarolo Mantovano (MN).

## Demografia
| Variação demográfica do município entre 1861 e 2011                               |
|                                                                                   |
| Fonte: Istituto Nazionale di Statistica (ISTAT) - Elaboração gráfica da Wikipedia |